# 極道恐怖大劇場 牛頭 GOZU
『極道恐怖大劇場 牛頭』（ごくどうきょうふだいげきじょう ごず）は、2003年に公開された日本のオリジナルビデオ作品である。監督は三池崇史。第56回カンヌ国際映画祭の監督週間に正式出品された。また、R-15指定作品となっている。

## 概要
愛知県名古屋市のアンダーグランド系の実業家が出資して設立された「オフィスアスク」がスポンサーとなり、映画俳優曽根晴美の意向で本作品は制作された。
当初、曽根晴美の思い入れが強かった実子の曽根悠多を主役とした、王道極道モノの作品で勝負をしたかったが、三池の思惑は外国向けに受けのよい「きわもの」に仕立てることでカンヌ映画祭を視野にいれ、脚本家に『殺し屋1』でもタッグを組んだ佐藤佐吉を招聘。結果、「デヴィッド・リンチが任侠ものを撮ったら」をコンセプトに本作品は全てのジャンルを超越した「やくざホラー」として誕生した。
この思惑により、キャスティングにある名を連ねる俳優陣は低ギャラであっても「三池ブランド」の名のもとに集結した。撮影は短期間で行われた。
当初、主演の哀川翔がチワワ（※ぬいぐるみ）を放り投げ叩きつけるシーンが愛護団体の目にとまり物議を醸したが、この作品の宣伝効果にもなったといえる。
なおこの作品はあくまでVシネマとして製作されたため、映画祭など特別な状況をのぞいて劇場での上映はなく、レンタル店で借りてみるしかない作品である。

## キャスト
- 字廻組構成員 南：曽根悠多
- 女尾崎：吉野きみ佳
- 能勢：火野正平
- マサ：冨田恵子
- カズ：曽根晴美
- 木村進
- 金色男：間寛平
- 河本タダオ
- 喫茶店マスター：佐藤佐吉
- 加藤雅也 ※友情出演
- 丹波哲郎 ※特別出演
- 小沢仁志 ※友情出演
- 遠藤憲一 ※友情出演
- 小沢和義 ※友情出演
- 山口祥行 ※友情出演
- 字廻組組長：石橋蓮司
- 川地民夫
- 宮崎：長門裕之
- 字廻組若頭 尾崎（南の兄貴分）：哀川翔

## スタッフ
- 監督：三池崇史
- 製作：曽根晴美
- プロデューサー：坂美佐子、前田茂司、向井達矢
- 企画：曽根晴美、瀬戸恒雄
- 脚本：佐藤佐吉
- 音楽：遠藤浩二
- 撮影：田中一成
- 照明：吉角荘介
- 美術：石毛朗
- 録音：鶴巻仁
- 装飾：坂本朗
- 特殊造形：松井祐一
- 編集：島村泰司
- 音響効果：柴崎憲治、伊藤瑞樹
- 助監督：丹野雅仁
- 製作担当：坂井正徳
- 製作：オフィスアスク
- 制作：制作：楽映舎

## エンディングテーマ
- 牛頭の唄

## ソフト
- VHS（2003年7月　発売：オフィスアスク　販売：東映株式会社・東映ビデオ株式会社）
- DVD（2003年7月　発売・販売：クロックワークス）
三池崇史＆佐藤佐吉によるオーディオコメンタリーやメイキング映像を収録